# Eduard Schlegel (Unternehmer)
Eduard Schlegel (* 22. Juli 1787 in Isny im Allgäu; † 17. September 1830 in Isny) war ein deutscher Unternehmer und Philanthrop.

## Leben
Schlegel war der Sohn des Leinwandherstellers und Seidengroßhändlers Leonhard Schlegel, der es aus ärmlichen Verhältnissen zu Wohlstand gebracht hatte und sich mit finanziellen Zuwendungen für die Armen in der Freien Reichsstadt Isny einsetzte.
Nachdem sich sein Vater 1811 in Neapel zur Ruhe gesetzt hatte, übernahm Eduard Schlegel im Alter von 24 Jahren den Betrieb. Er führte auch die von seinem Vater begonnene Armenfürsorge durch Stiftungen und Geldspenden weiter. Während der Hungersnot von 1816–1817 erhielt so jeder Arme und jedes Kind eines Armen wöchentlich einen dreipfündigen Laib Brot, insgesamt wurden 150 Laibe pro Woche verteilt.
Im Oktober 1823 reiste Schlegel mit seiner Schwester nach Neapel, um seinen Vater zu besuchen. Im April 1824 kehrten beide wohlbehalten zurück, was Schlegels Freund Christian E. Schönnamsgruber mit einem dreiseitigen Gelegenheitsgedicht feierte, das gedruckt vorliegt.
Nach dem Tod des Vaters Leonhard im Jahr 1824 richtete Eduard Schlegel 1825 in seinem Haus in der Isnyer Wassertorstraße eine evangelische Elementarschule ein, deren Lehrer er selbst bezahlte. Testamentarisch stiftete er im Andenken seines Vaters 10.000 Gulden für eine Stiftung, deren Zinsen für Lehrergehälter verwendet werden sollten. Der Betrag entsprach zur damaligen Zeit dem Wert von etwa 10 bis 20 Bürgerhäusern in Isny.
1830 starb er im Alter von 43 Jahren. Ein Eintrag in der Chronik des Stadtpfarrers belegt die Zuneigung, die ihm entgegengebracht wurde: „Die ganze Stadt beklagte seinen Tod“. Eine Grabrede Schönnamsgrubers und ein Grabgedicht von Verwandten wurden im Druck veröffentlicht und sind erhalten.

## Nachwirkung
In dem zu seinem Begräbnis veröffentlichten Gelegenheitsgedicht wird Schlegel ein langer Nachruhm verheißen: „Noch viele Jahre wird in Isnys Mauern sein Ruhm und Lob von Mund zu Munde geh’n, die späte Nachwelt wird von seinen Werken noch edle Früchte reifen seh’n!“.
Schlegels Schulstiftung spielte tatsächlich jahrzehntelang eine bedeutende Rolle für die evangelische Schulbildung in Isny. Noch 1901 wurde das Gehalt evangelischer Elementarlehrer hauptsächlich durch sie bestritten.
Die 1935 als Hilfsschule gegründete Förderschule Isny wurde 1992 als erste Isnyer Schule, die einen eigenen Namen erhielt, zu Schlegels Ehren Eduard-Schlegel-Schule benannt.